# Carlos Manchego Bravo
Carlos Alberto Manchego Bravo fue un político peruano. 
Fue elegido diputado por la provincia de Paruro en 1946 con 221 votos durante el gobierno de José Luis Bustamante y Rivero. Fue reelecto en 1950 como independiente cuando se inició la etapa "democrática" del gobierno de Manuel A. Odría. Sería elegido nuevamente en 1963 como diputado por el departamento del Cusco por la Alianza Acción Popular-Democracia Cristiana durante el primer gobierno de Fernando Belaúnde y elegido como senador en 1980 durante el segundo gobierno de Fernando Belaúnde por Acción Popular.